# Certers
Certers és un nucli petit de població del Principat d'Andorra situat en un coster 1315 metres alt i a 8 quilòmetres del centre de la parròquia de Sant Julià de Lòria. L'any 2017 tenia 80 habitants.